# Idaea auratadiluta
Idaea auratadiluta är en fjärilsart som beskrevs av Hans-Joachim Hannemann 1917. Idaea auratadiluta ingår i släktet Idaea och familjen mätare. Inga underarter finns listade i Catalogue of Life.